# Љахи
Љахи, Љаси или Леђани, Ленђани су били словенско племе, које је насељавало територију чије границе нису поуздано утврђене, али на основу различитих извора може се извести закључак да је она обухватала простор који укључује Волинију и обале реке Висле. Према повести минулих лета Љахи су се населили око реке Висле, након напада „Влаха” (странаца) на Дунавске Словене, који су живели око реке Дунав. Од њих су потекли: Пољаци, Мазовљани, Поморјани, Љутићи, као и Радимићи и Вјатићи.

## Историјски извори
У латинској историографији Баварски Географ је (средином 9.века) забележио да Леђани насељавају 98 градова или насеља.
Ленђани су поменути у „De administrando imperio” 959. године као „Λενζανηνοί”, у Јосипону 953. године као „Lz’njn”, у Повести минулих лета 981. године као „ляхи”, Али ал-Масуди их помиње 940. године као „Landzaneh”.

## Локација Љаха
Константин VII је забележио да су 944. Ленђани (Љахи) плаћали данак Кијевској Русији и да су њихови бродови под командом кнеза Владислава пловили низводно до Кијева да би учествовали у походу на Византију. На основу овога се може закључити да су Леђани (Љахи) имали приступ воденим токовима који су водили до Дњепра, на пример реци Стир (налази се у Волинији). Постоји и могућност да су Ленђани (Љахи) које је Константин VII поменуо у ствари Радимичи за које је у повести минулих лета наведено да су пореклом Љахи (Ленђани), а који су насељавали простор између река Сожа и Дњепар узводно од Кијева.
На основу записа Константина VII, може се закључити да су Леђани (Љахи) насељавали и подручје историјске Црвене Русије (Црвени градови), чије је средиште било у граду Пшемислу. За исто подручје или део тог подручја је у Повести минулих лета наведено да је под контролом Белих Хрвата, док је за Љахе (Леђане) наведено да су у даљој прошлости населили област око реке Висле у којој су у 9. веку помињани Вислани. Ово може лако бити објашњено чињеницом да је Црвена Русија (западна Кијевска Русија) обухватала простор који се протезао од Карпата на југу (насељен Белим Хрватима) до Волиније на северу (насељен Леђанима).
Чињеница да су расположиви описи области око горњег тока реке Дњестар и реке Буг из 10. века нејасни, оставља могућност за закључак да су Бели Хрвати, Леђани (Љахи) и могуће и нека друга племена делили овај простор, који се данас налази дуж границе Украјине и Пољске.
Постоје и теорије према којима су Леђани повезани са Бужанима и Дуљебима.